# Kamienica Edwarda Kindermanna
Kamienica Edwarda Kindermanna – kamienica położona przy ulicy Piotrkowskiej 85 w Łodzi.

## Historia
Fundatorem neobarokowej Kamienicy przy Piotrkowskiej 85 był łódzki fabrykant Edward Kindermann, który najpierw w 1897 roku wybudował budynek główny, a następnie w 1911 roku na podwórku postawił okazałą oficynę i parterowe stróżówki pod wynajem. Na parterze mieściły się ekskluzywne sklepy, a ich właściciele, najczęściej żydowskiego pochodzenia, zajmowali wyższe kondygnacje. Po śmierci właściciela w 1914 roku posesję odziedziczyli spadkobiercy: wdowa Luiza i troje dzieci Lidia, Edward i Walter Kindermannowie. 
Pięć lat później odsprzedali kamienicę Tobiaszowi Bialarowi i jego synowi Aronowi.
Elewacja zdobiona jest kobiecymi popiersiami, muszlami, figlarnymi amorkami. Po bokach umieszczono dwa symetrycznie ułożone wykusze.
Obecnie w kamienicy mieści się Łódzki Klub Biznesu założony przez łódzkiego przedsiębiorcę Roberta Karwowskiego. W 2003 roku Klub został zwycięzcą XIII edycji konkursu Fundacji ulicy Piotrkowskiej na najlepsze wnętrze roku 2002.
Kamienica wpisana jest do rejestru zabytków województwa łódzkiego (decyzja nr A/282 z 15 czerwca 2016 r.). 